# Calvin Raatsie
Calvin Raatsie, né le 9 février 2002 à Purmerend (Pays-Bas), est un footballeur néerlandais  qui évolue au poste de gardien de but au Roda JC en prêt du FC Utrecht.

## Biographie

### En équipe nationale
Avec les moins de 17 ans, il participe au championnat d'Europe des moins de 17 ans en 2019. Lors de cette compétition, il est titulaire et joue l'intégralité des matchs, à l'exception de celui contre la France. Les Néerlandais remportent le tournoi en battant l'Italie en finale.

## Palmarès
- Vainqueur du championnat d'Europe des moins de 17 ans en 2019 avec l'équipe des Pays-Bas des moins de 17 ans